# 和平县 (越南)
和平县（越南语：／）是越南薄寮省下辖的一个县。面积426.49平方公里，2018年总人口111899人。

## 地理
和平县东接薄寮市，西接东海县和架涞市社，南临南海，北接福隆县。

## 历史
2005年7月26日，永利县以明兆社、永平社、永厚社、永厚A社、永美A社、永美B社、永盛社和和平市镇析置和平县。

## 行政区划
和平县下辖1市镇7社，县莅和平市镇。
- 和平市镇（Thị trấn Hòa Bình）
- 明兆社（Xã Minh Diệu）
- 永平社（Xã Vĩnh Bình）
- 永厚社（Xã Vĩnh Hậu）
- 永厚A社（Xã Vĩnh Hậu A）
- 永美A社（Xã Vĩnh Mỹ A）
- 永美B社（Xã Vĩnh Mỹ B）
- 永盛社（Xã Vĩnh Thịnh）